# Leptogenys crassinoda
Leptogenys crassinoda är en myrart som beskrevs av Arnold 1926. Leptogenys crassinoda ingår i släktet Leptogenys och familjen myror. Inga underarter finns listade i Catalogue of Life.

## Bildgalleri

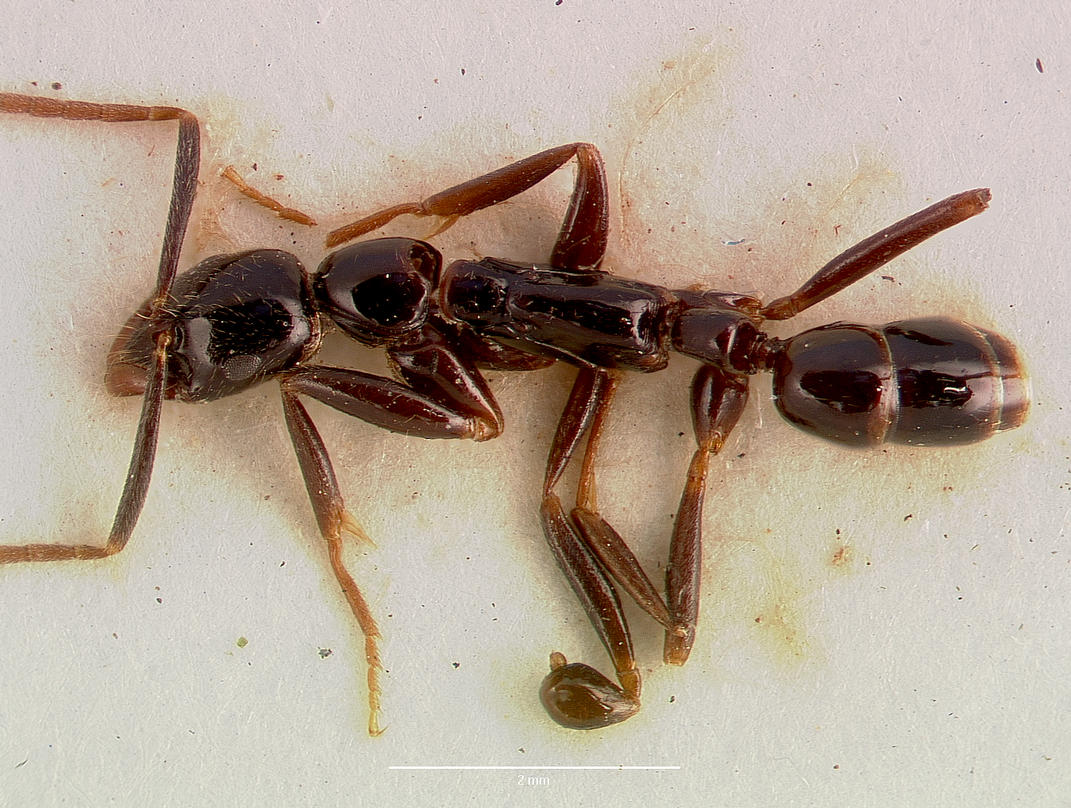
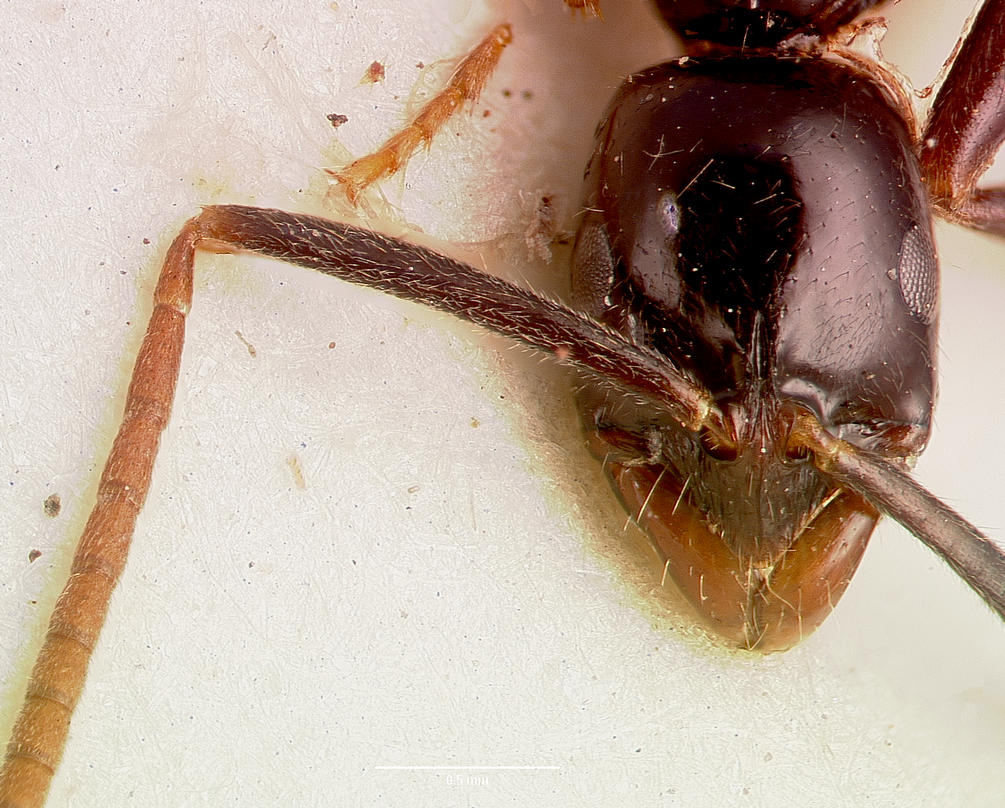
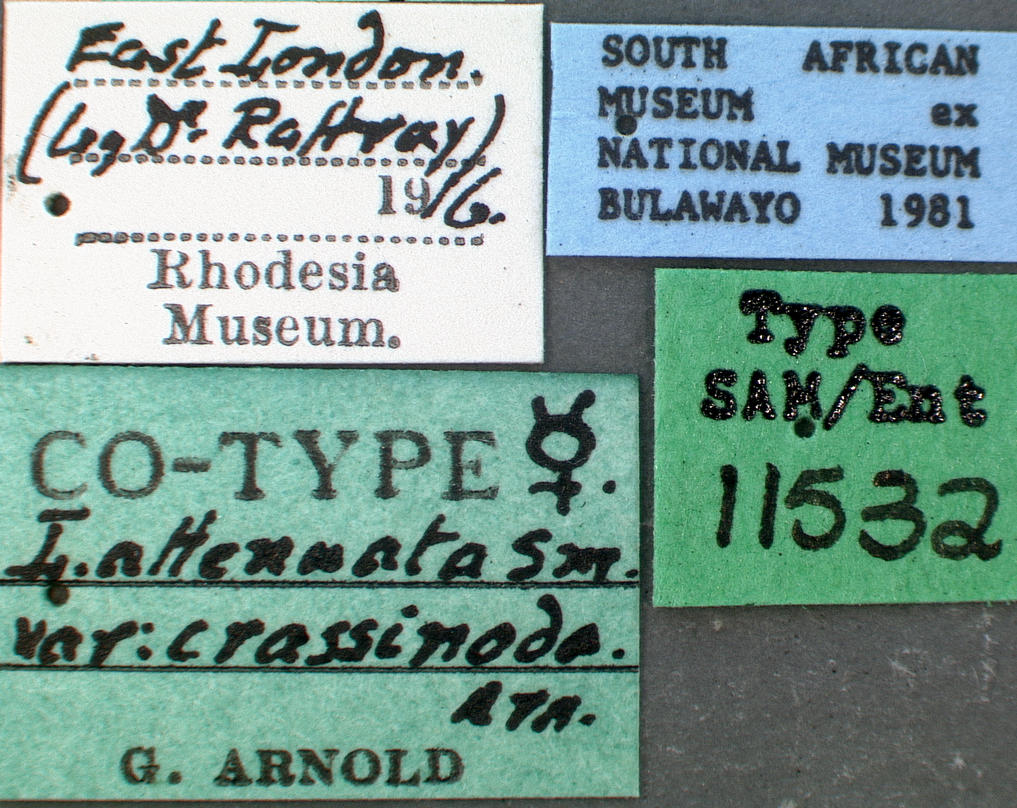
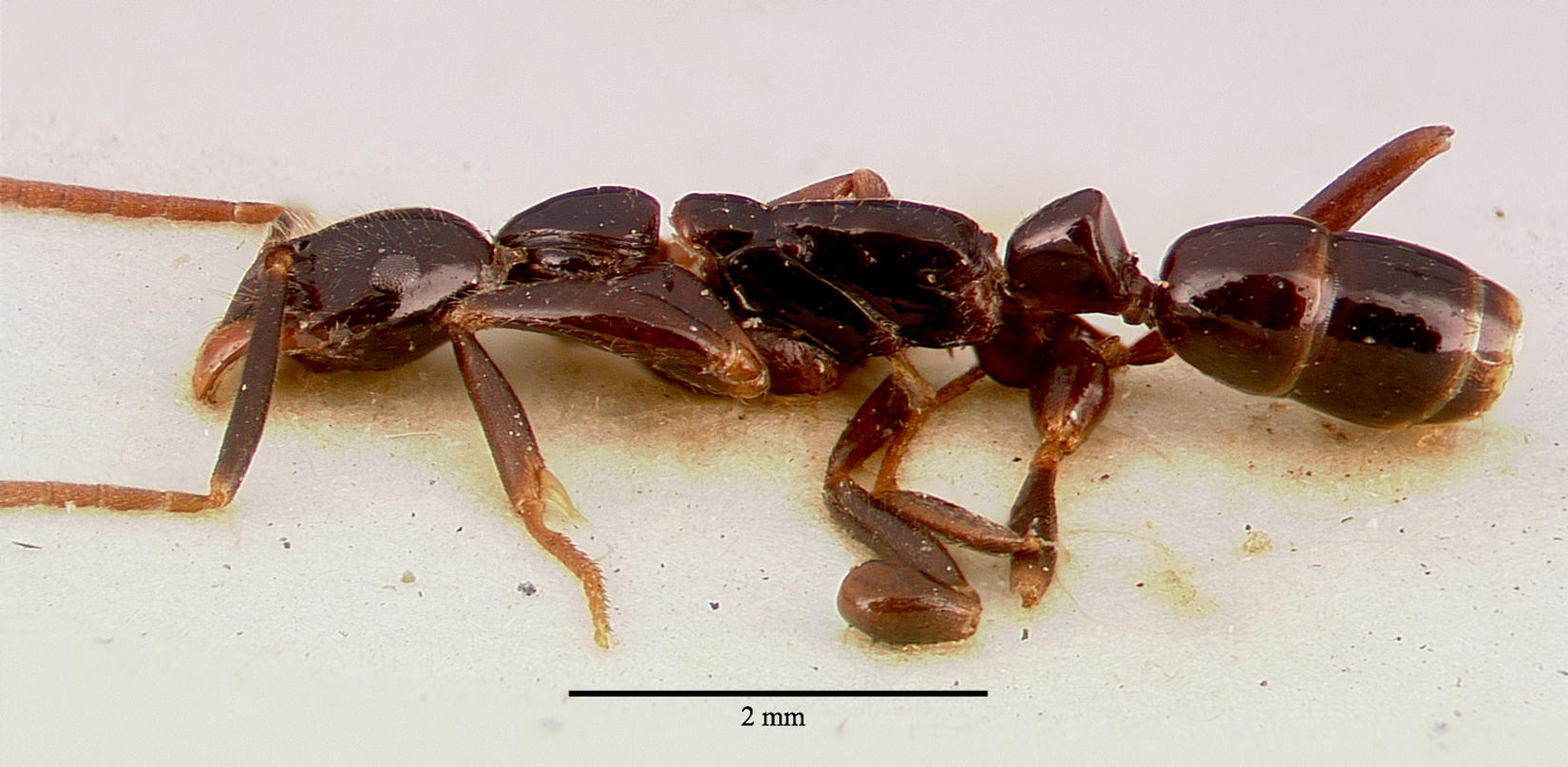
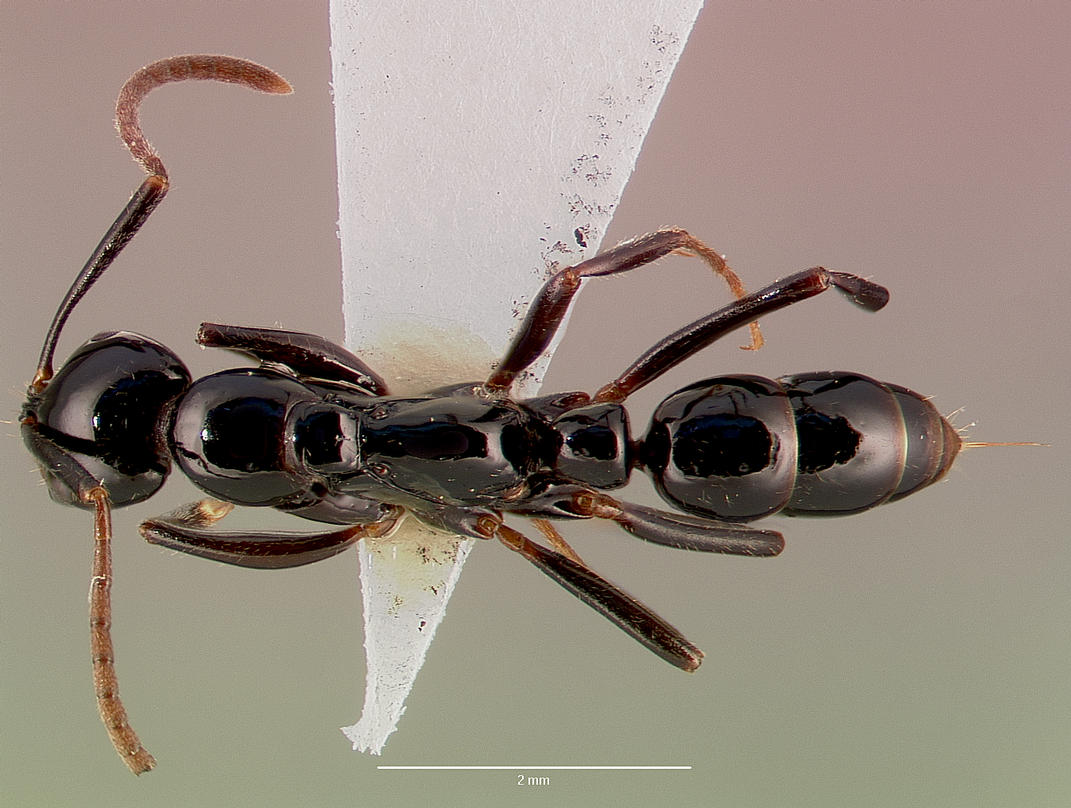
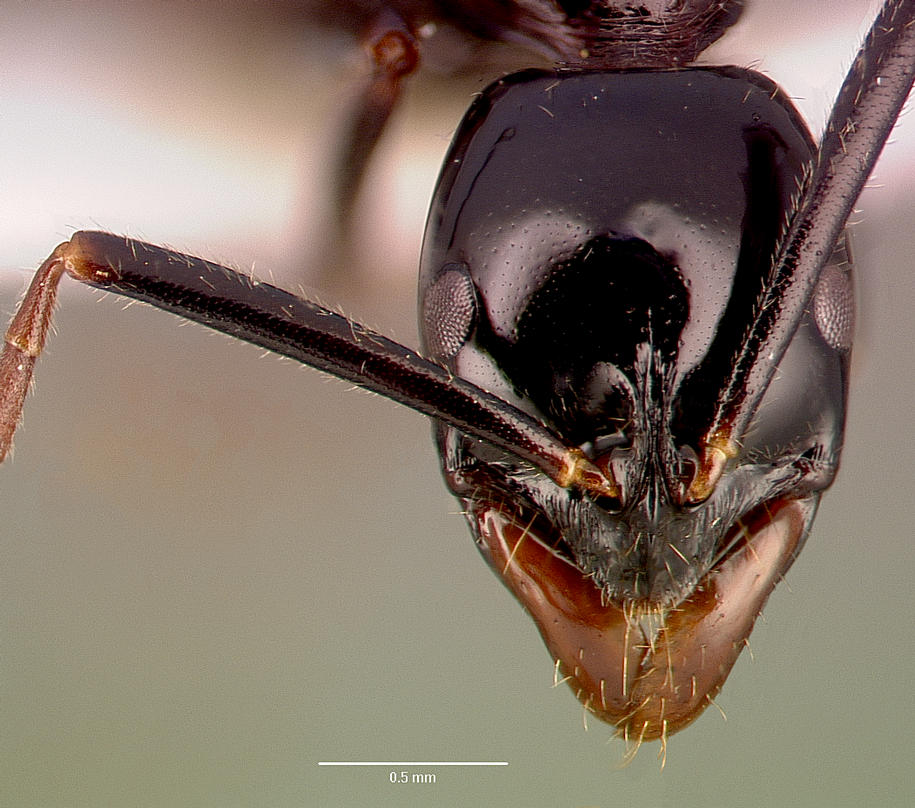